# Gorges de Villiers
Les gorges de Villiers est un espace naturel sensible situé dans la forêt d'Andaine, à Saint-Ouen-le-Brisoult, dans le département de l'Orne. Le fond des gorges est occupé par la Gourbe. 

## Description
Les gorges de Villiers sont creusées à travers une barre de grès armoricain qui arme le flanc sud du synclinal varisque de Mortain-Domfront-la Ferté Macé, orienté WNW-ESE. Dans la Normandie armoricaine, la déformation varisque se traduit par un plissement des séries paléozoïques (notamment le grès armoricain et le grès de May qui comportent de puissants bancs de quartzites ordoviciens) en une succession de vastes synclinaux et anticlinaux dans le style appalachien. Les bancs de quartzites, plus résistants à l'érosion, forment l'axe du synclinal de Mortain et de son prolongement le synclinorium d'Écouves, occupé par une bande de grès de May. Les diverses crêtes de grès armoricain forment deux barres sur les flancs de ces synclinaux. Dominant la pénéplaine, ces plis forment ainsi une ligne de hautes terres boisées, d'altitude toujours supérieure à 250 m, traversée par de nombreuses cluses. Au cours du Cénozoïque, la tectonique compressive des orogenèses pyrénéennes puis alpines provoque un flambage responsable de la mise en place dans la région d'un vaste bombement qui a dirigé vers le bassin de la Loire une partie du réseau hydrographique et a provoqué l'enfoncement des rivières. Ce phénomène explique la formation d'ouest en est, de la cluse de la Sonce (fosse Arthour), la cluse de l'Égrenne (à l'ouest de La Haute-Chapelle), la cluse de la Varenne (à Domfront), la cluse de la Vée (à Saint-Michel-des-Andaines) , la cluse du ruisseau de la Maure (vallée de la Cour près de Bagnoles), la cluse de la Gourbe (gorges de Villiers). Ces gorges étroites et profondes qui sont liées à la réactivation tertiaire de failles varisques, ont servi de carrières de pierres dures pour la construction.
Le site possède en outre une source chaude appelée « fontaine de Chaude Eau » et une grotte dénommée « grotte de la fée Gisèle ».
Le fond de la vallée était occupé dans le passé par l'agriculture, prairies et zones de labours.

Paysages des Gorges de Villiers
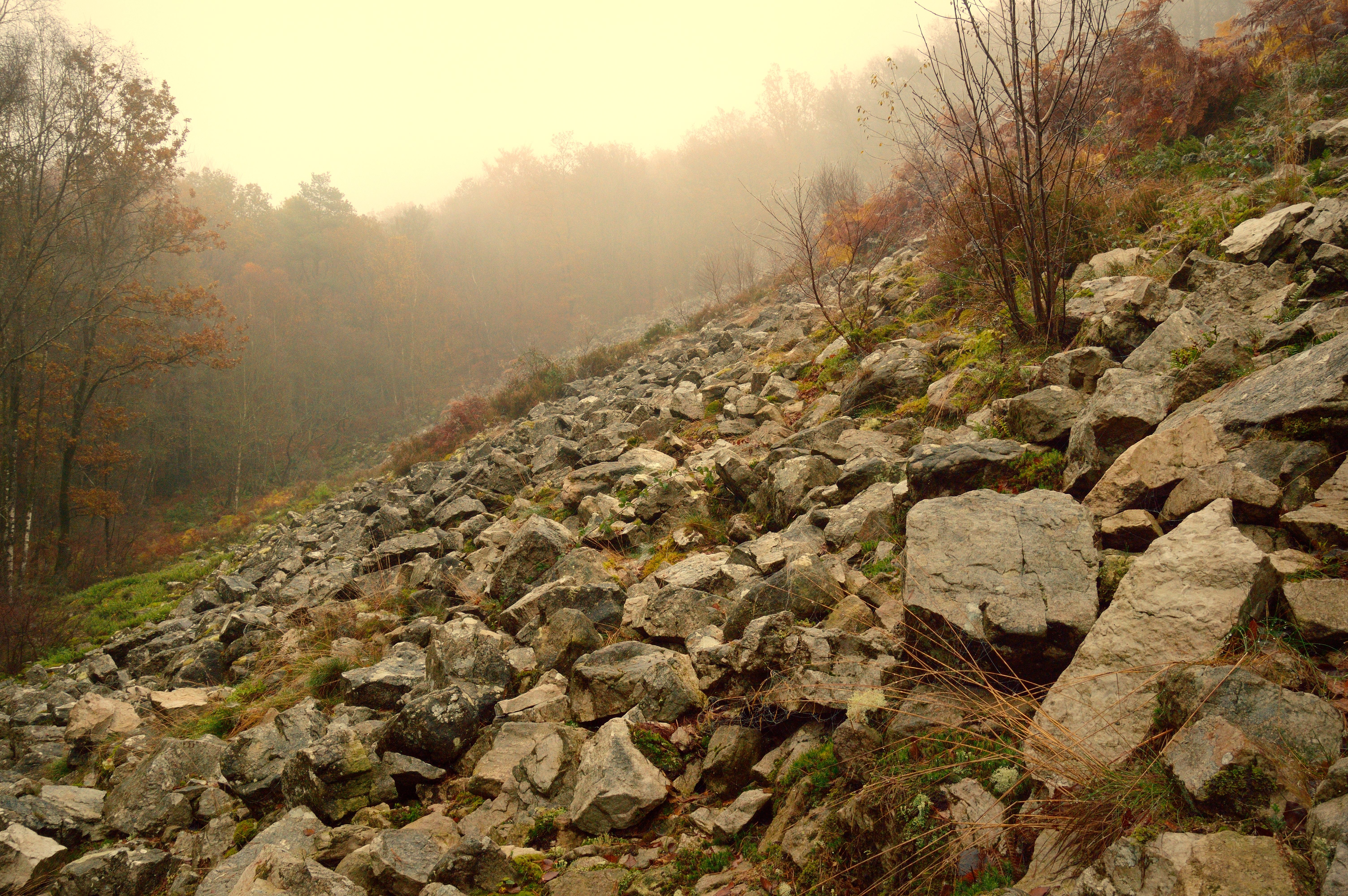
Pierrier constitué par gélifraction.
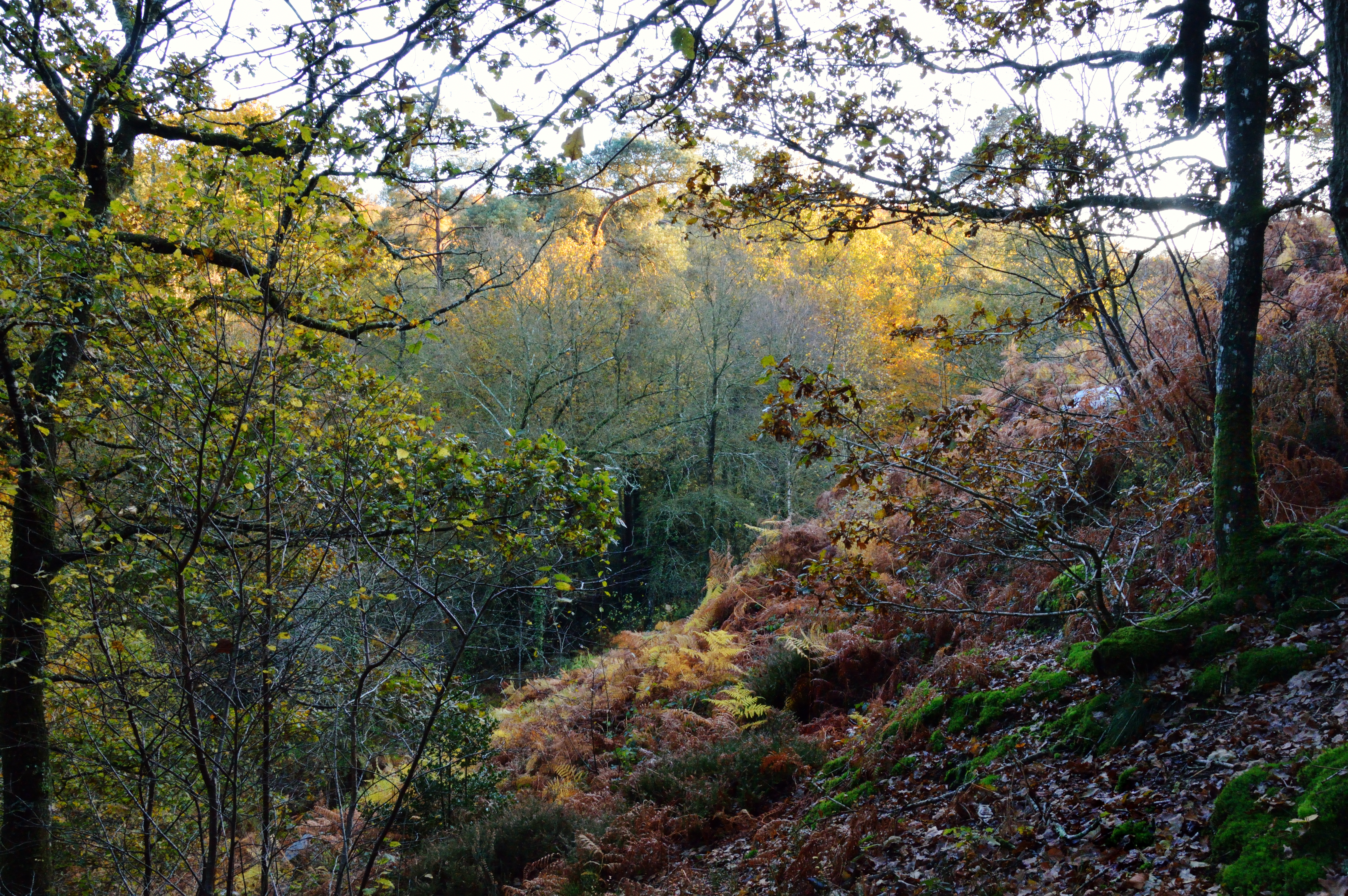
Vue sur le bois et le pierrier.
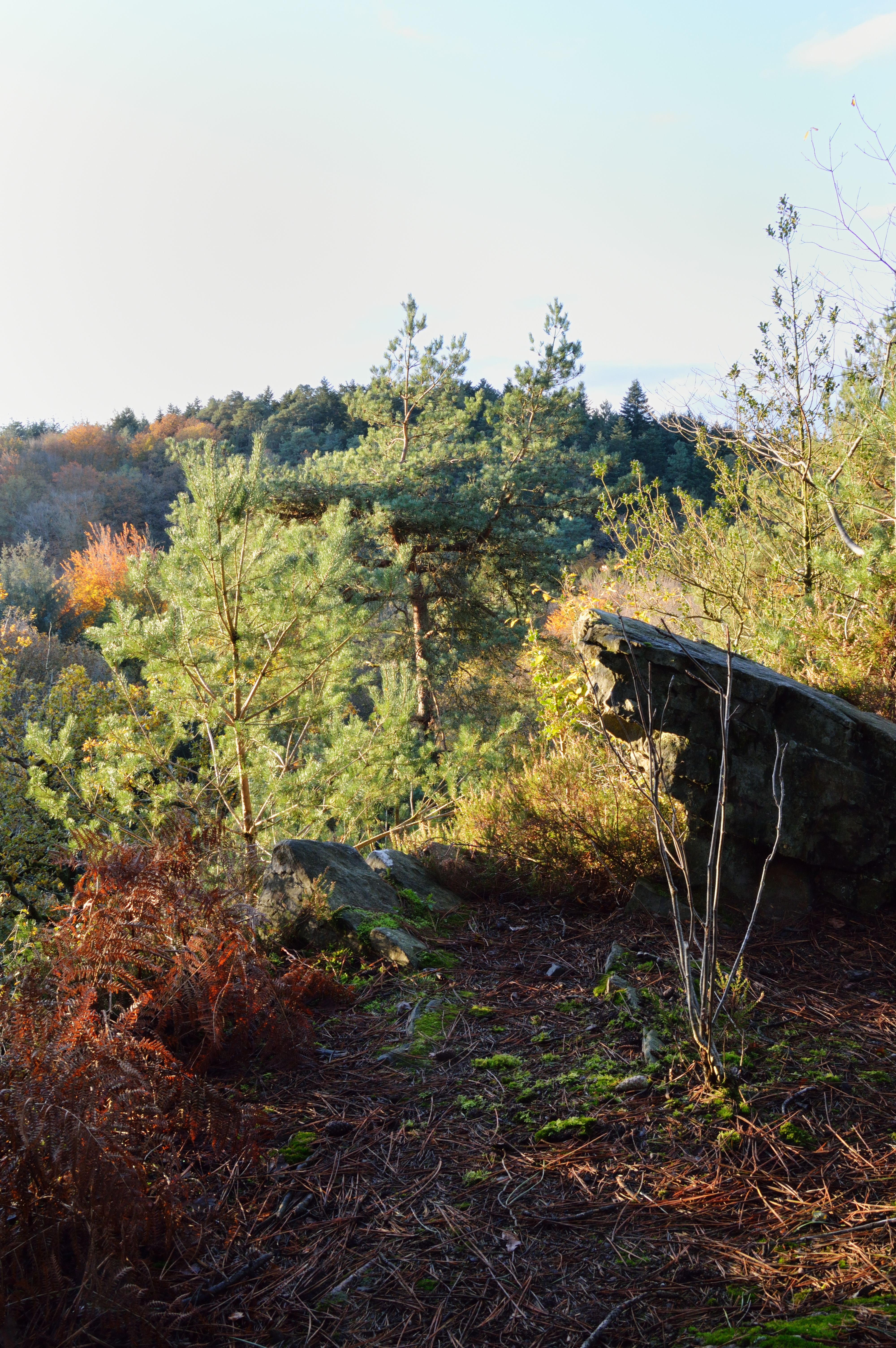
Vue générale.
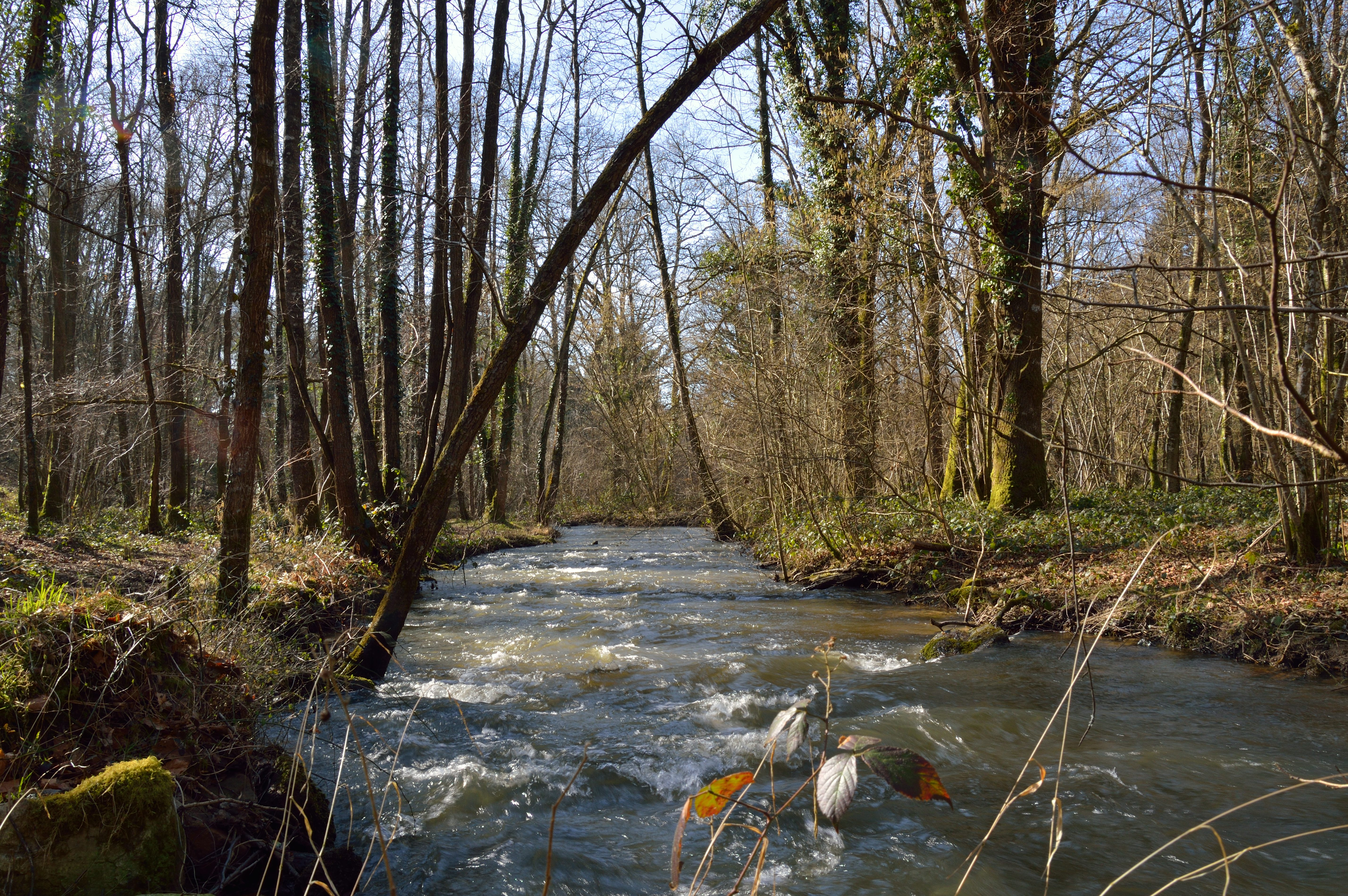
La rivière La Gourbe au fond de la vallée.

## Intérêt du site
Le site possède une variété de milieux, bois, landes, tourbière et pierriers.

Faune et flore des Gorges de Villiers
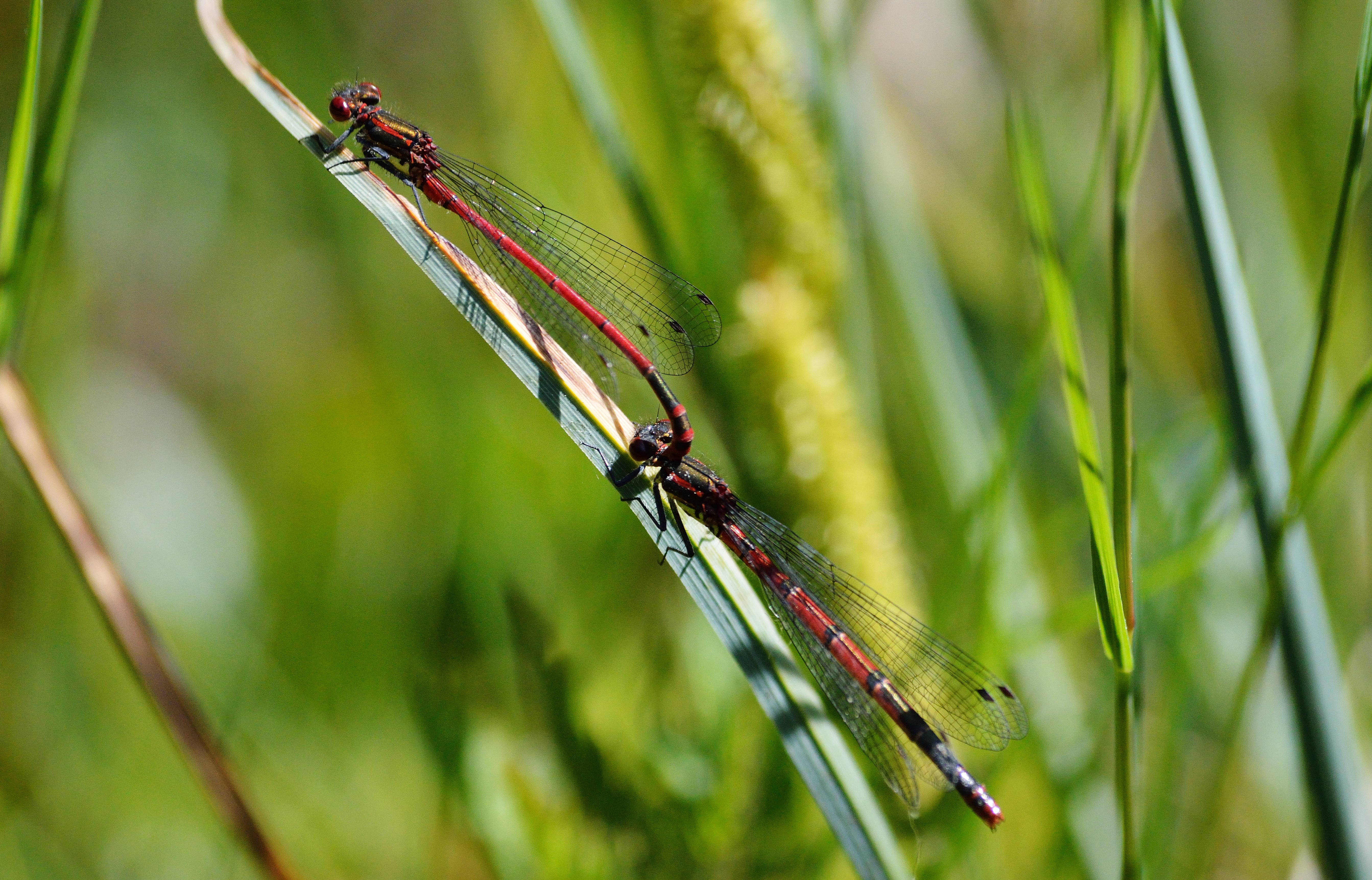
Libellules.
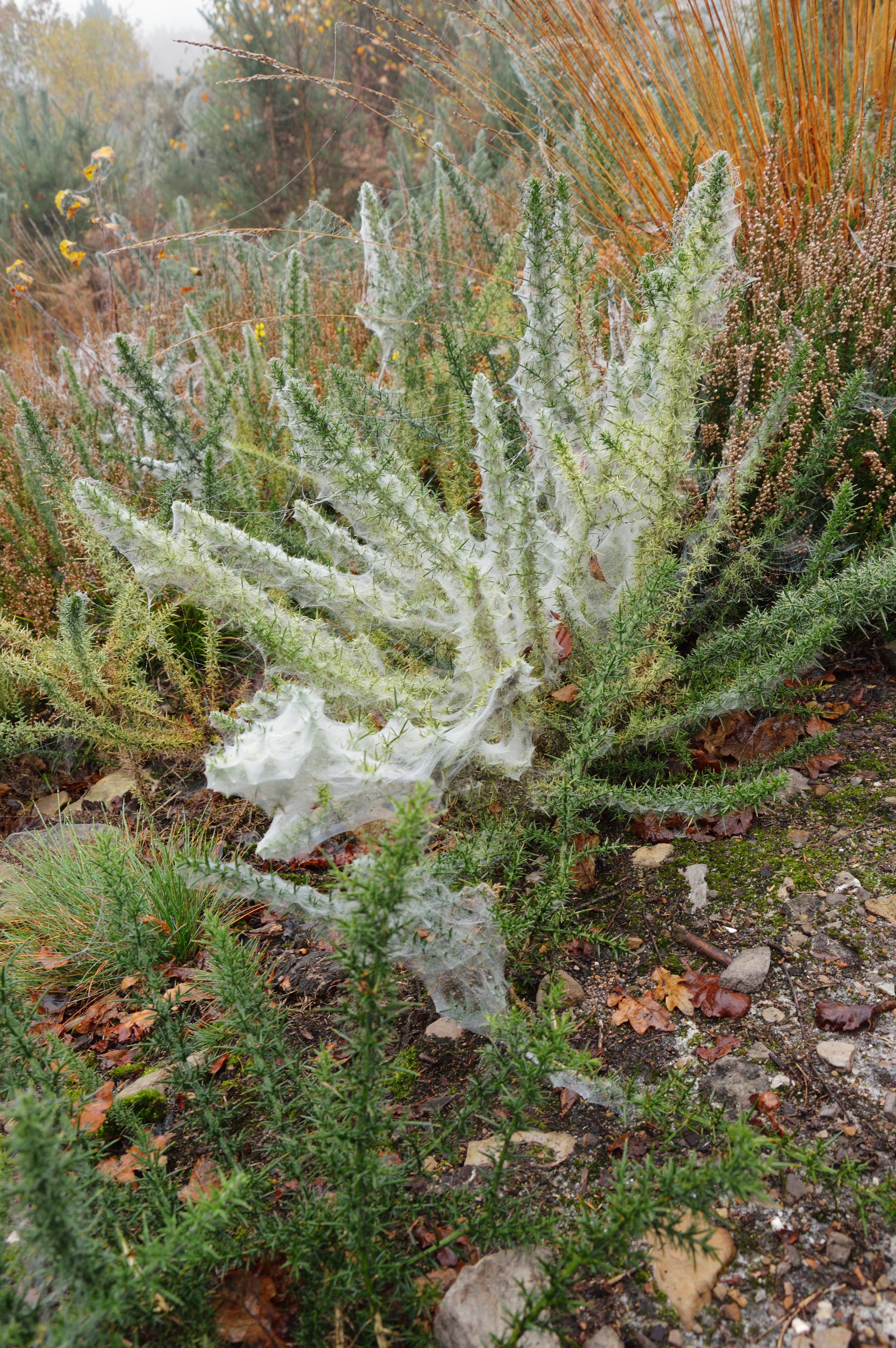

## Incendie
Le site ou ses marges, situés dans le parc naturel régional Normandie-Maine, sont victimes d'un incendie le vendredi 9 septembre 2016, qui touche au moins 5 000 m2 de sous-bois.